# U-77
Unterseeboot 77 foi um submarino alemão do Tipo VIIC, pertencente a Kriegsmarine que atuou durante a Segunda Guerra Mundial.
O U-77 esteve em operação entre os anos de 1941 e 1943, realizando neste período onze patrulhas de guerra, nas quais afundou e danificou 20 navios aliados. Foi afundado às 01h 15min do dia 29 de março de 1943 após ter sido danificado por cargas de profundidade lançadas por duas aeronaves britânicas Hudson (48 e 233 Sqn.) no dia anterior. Neste ataque, morreram 38 tripulantes e sobreviveram outros 9.

## Comandantes
| Comandante               | Data                                          |
| ------------------------ | --------------------------------------------- |
| Kptlt. Heinrich Schonder | 18 de janeiro de 1941 - 2 de setembro de 1942 |
| Oblt. Otto Hartmann      | 2 de setembro de 1942 - 28 de março de 1943   |

## Subordinação
| Período                                     | Flotilha                                |
| ------------------------------------------- | --------------------------------------- |
| 18 de janeiro de 1941 - 30 de abril de 1941 | 7. Unterseebootsflottille (treinamento) |
| 1 de maio de 1941 - 31 de dezembro de 1941  | 7. Unterseebootsflottille (fronte)      |
| 1 de janeiro de 1942 - 30 de abril de 1942  | 23. Unterseebootsflottille (fronte)     |
| 1 de maio de 1942 - 28 de março de 1943     | 29. Unterseebootsflottille (fronte)     |

## Operações conjuntas de ataque
O U-77 participou das seguinte operações de ataque combinado durante a sua carreira:
- Rudeltaktik West (6 de junho de 1941 - 20 de junho de 1941)
- Rudeltaktik Grönland (10 de agosto de 1941 - 23 de agosto de 1941)
- Rudeltaktik Kurfürst (23 de agosto de 1941 - 2 de setembro de 1941)
- Rudeltaktik Seewolf (2 de setembro de 1941 - 7 de setembro de 1941)
- Rudeltaktik Reissewolf (21 de outubro de 1941 - 31 de outubro de 1941)
- Rudeltaktik Störtebecker (15 de novembro de 1941 - 2 de dezembro de 1941)